# Cratere Evangeline
Evangeline  è un cratere sulla superficie di Venere.